# جيمس هيغينز (سياسي)
جيمس هيغينز (بالإنجليزية: James Higgins)‏ هو فلاح وسياسي أمريكي، ولد في 25 مارس 1824. انتخب عضو جمعية ولاية ويسكونسن.